# 马科尼
马科尼（法語：Macogny，法語發音：[makɔɲi]）是法国上法蘭西大區埃纳省的一个市镇，属于蒂耶里堡区。

## 地理
马科尼（49°9'55"N, 3°13'47"E）面积6.17 平方千米，位于法国上法蘭西大區埃纳省，该省份为法国北部内陆省份，北起北部省，西接索姆省和瓦兹省，东临阿登省和马恩省，西南至塞纳-马恩省，东北部与比利时接壤。
与马科尼接壤的市镇（或旧市镇、城区）包括：奥尔苏瓦地区谢济、达马尔、马里济-圣热讷维耶沃、马里济圣马尔、莫讷、讷伊圣弗龙、瓦卢瓦地区帕西、圣让古尔夫。

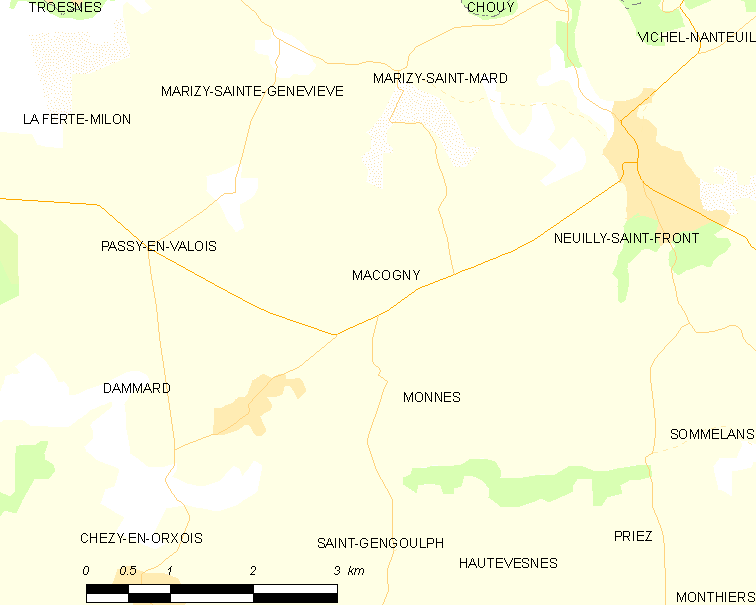
马科尼的OSM定位图

马科尼的时区为UTC+01:00、UTC+02:00（夏令时）。

## 行政
马科尼的邮政编码为02470，INSEE市镇编码为02449。

## 政治
马科尼所属的省级选区为维莱科特雷县。

## 人口

1962-2008年间马科尼人口变化图示

马科尼于2022年1月1日时的人口数量为61人。